# Phasmahyla spectabilis
Espèce
Statut de conservation UICN

 DD  : Données insuffisantes
Phasmahyla spectabilis est une espèce d'amphibiens de la famille des Phyllomedusidae.

## Répartition
Cette espèce est endémique du Brésil. Elle se rencontre dans le Minas Gerais à Santa Maria do Salto et dans l'État de Bahia à Jussari et à Arataca vers 800 m d'altitude.

## Description
Les mâles mesurent de 33,3 à 38,0 mm et les femelles de 42,8 à 48,6 mm.

## Publication originale
- Cruz, Feio & Nascimento, 2008 : A new species of Phasmahyla Cruz, 1990 (Anura: Hylidae) from the Atlantic Rain Forest of the States of Minas Gerais and Bahia, Brazil. Amphibia-Reptilia, vol. 29, no 3, p. 311-318 (texte intégral).